# Künstlerischer Leiter
Der Künstlerische Leiter ist befugt und verantwortlich für die künstlerische (teilweise auch organisatorische und geschäftliche) Leitung einer Aufführung, einer Institution oder des Entstehungsprozesses eines Kunstwerks. Bei Aufführungen (z. B. Konzert, Schauspiel, Ballett) ist die Erarbeitung und das Einstudieren des Werkes nach einem Konzept seine Aufgabe. Für Institutionen (z. B. Theater, Oper, Chor, Orchester, Rundfunkanstalt, Ausstellung, Museum, Filmfestivals) übernimmt er beispielsweise die Spielplangestaltung und Künstlerengagements, Programm- oder Ausstellungsplanung – also Aufgaben, die entscheidend für das künstlerische Profil der Institution sind.
Künstlerische Leiter sind unter anderem Dirigenten, Choreografen, in einem weiteren Sinn auch Intendanten, Dramaturgen oder Kuratoren; im Bereich der Neuen Medien sind es vor allem Regisseure, Art Directors und Spieleentwickler. Im Speziellen gestaltet sich die Verantwortlichkeit branchenspezifisch unterschiedlich:
- Werbegrafik und visuelle Kommunikation: mit teilweise leitender Funktion
- Verlagswesen, insb. Zeitschriften: mit leitender Funktion im Bereich des Editorial Design (analog dem Chefredakteur für Inhaltliches)
- Filmproduktion: mit leitender Funktion für die künstlerische Ausstattung (insbesondere Set-Design) und/oder Spielgestaltung, Künstlerengagements
- Aufführungen: Erarbeitung und Einstudieren des Werkes nach einem Konzept
- Rundfunkveranstalter/Filmproduktionsgesellschaft: als Chief Content Officer verantwortlich für Programmauswahl